# برویتسه (استان لوبوسکی)
برویتسه (به لهستانی:  Brójce) یک روستا در لهستان است که در گمینا تژچیل واقع شده‌است. برویتسه ۱٬۰۵۰ نفر جمعیت دارد.